# Motomaro Senge
Motomaro Senge (千家 元麿) (8 juin 1888 – 14 mars 1948) est un poète japonais de la première moitié du XXe siècle.

## Biographie
Motomaro Senge, né à Tokyo, est le fils cadet du grand prêtre shinto de Izumo-taisha, préfecture de Shimane, qui est aussi membre de la  Chambre des pairs du Japon. Il fait partie du cercle littéraire Shirakabaha (« le Blanc Bouleau ») et publie beaucoup de ses poèmes dans la revue de l'association, le Shirabaka. Hormis des poèmes xénophobes écrits durant la deuxième guerre mondiale, sa poésie reflète une philosophie humaniste emprunte d'une vue optimiste du monde. C'est un auteur prolifique qui publie jusqu'à 30 et 40 textes tous les mois. Ses poèmes tendent vers le minimalisme et décrivent les événements et les scènes quotidiens sans recourir à une sentimentalité excessive.
Son anthologie, Jibun wa mita (« J'ai vu », 1918), contient le poème Kuruma no oto (« Le bruit des charrettes »), qui paraît souvent dans les collections japonaises de poésie de l'ère Taishō. Son ouvrage Mukashi no ie (« la maison d'il y a longtemps », 1929), est une autobiographie décrivant son environnement familial aristocratique.